# Седльце (Олавський повіт)
Седльце (пол. Siedlce, нім. Zedlitz) — село в Польщі, у гміні Олава Олавського повіту Нижньосілезького воєводства.
Населення — 418 осіб (2011).
У 1975-1998 роках село належало до Вроцлавського воєводства.

## Демографія
Демографічна структура станом на 31 березня 2011 року:
|          | Загалом | Допрацездатний вік | Працездатний вік | Постпрацездатний вік |
| -------- | ------- | ------------------ | ---------------- | -------------------- |
| Чоловіки | 205     | 46                 | 140              | 19                   |
| Жінки    | 213     | 40                 | 130              | 43                   |
| Разом    | 418     | 86                 | 270              | 62                   |